# 古川隆久 (益子焼の陶芸家)
古川隆久（ふるかわ たかひさ、1940年（昭和15年）10月11日 - ）は、栃木県芳賀郡益子町の陶芸家であった。
後に妻・俊子と共に、茨城県八郷町に、そして長野県軽井沢町へと移住し、油彩画を手掛けるようになった。

## 経歴
1940年（昭和15年）10月11日、東京都板橋区に生まれる。生家は喫茶店を営業していたという。
隆久が東京芸術大学3年生で視覚デザイン専攻生となっていた時に、加藤土師萌が東京芸大に陶芸講座を開いた。陶芸講座で開設された授業で、隆久は初めて陶芸を体験し、その面白さを知った。そして1963年（昭和38年）、隆久が4年生になった時から陶芸講座に入り、加藤土師萌に招聘された藤本能道の直弟子となった。
1964年（昭和39年）、東京芸大工芸科陶芸講座の第一期生として卒業した後、東京芸大工芸科に入学した時からのクラスメイトだった俊子と結婚。そして「陶芸でも10年やればなんとか食えるようになるかもしれない」という大学の恩師の言葉から、玉置保夫や藤原敬介を輩出した岐阜県多治見市にあった「岐阜県陶磁器試験場」（現在の「岐阜県セラミックス研究所」）に技術吏員として場長・加藤幸兵衛の下で4年間勤務し修業する。妻・俊子も試験場近くの陶器工場で働き始めた。
しかし多治見では大学で学んだ陶芸の知識はほとんど役に立たなかった。「陶芸」は、多治見での「大量生産の瀬戸物」とは全く異なっていたからであった。2人とも暗中模索の中に置かれ、今後、どうやって進んだらいいのか全く見当が付かなかった。
1967年（昭和42年）、益子町に工場を置いていた「リズム時計工業」（現在の「リズム株式会社」）（今は益子町から撤退している）の輸出取引が順調に伸び、工場へ視察する海外からの来客が増えていき、やってきた賓客たちが益子町の名産品であり海外でも有名になりつつあった益子焼を手土産として購入していった。そこでリズム時計工業は賓客用の益子焼を製作するため、隆久と俊子に招聘の話が舞い込んだ。隆久が同試験場を退職した後、隆久と俊子は益子町に移住し、隆久は1967年（昭和42年）10月にリズム時計工業が開窯した「塙陶苑」の取締役に就任した。
こうして図らずも、東京芸大陶芸科の同期である吉川水城と、後輩である杉本浩太朗と同じ益子で作陶活動をする事になった
隆久はリズム時計工業及び、リズムに出資しているシチズンの共同により、益子近在の大名主か庄屋の持ち家であった茅葺き屋根の民家を、益子町の塙に移築した建物を工房としていた。
2人は塙陶苑の社員として作陶を続けた。そしてこの頃から本格的に陶芸家としての道を歩み始め、公募展への出品や個展の開催の仕事が増えていった。
1973年（昭和48年）、益子町の上大羽に築窯し独立。1974年（昭和49年）12月、塙陶苑の部下であり弟子であった内堀敏房に塙陶苑の責任者の職務を譲った。そして1976年（昭和51年）、日本工芸会の正会員となった。
加藤幸兵衛から学んだ中国風陶磁器の赤絵や染付を基に、時に可憐であり時にたくましさを見せる自然の草花に心惹かれ、陶器の地肌をキャンバスと見立てて描き写すべく、赤絵を中心とした色絵の陶器を自分のものとするべく作陶していた。その陶画は土肌と合わさり、草花を色鮮やかに、時に大胆さや素朴さと、そして自然の野性味を感じさせていた。
1984年（昭和59年）、これまでと同様に自然、牡丹や椿や梅などの草花をモチーフとしながら、師である藤本能道の技法を改良し、釉薬焼成に本焼成を重ねる、ある意味贅沢な、隆久独自の技法による「釉彩」を手掛けるようになっていった。
自然の草花を題材としていた2人にとって、益子の自然はまたとないモチーフだった。益子に引っ越してきた直後からの数年間は新鮮な驚きの連続だった。瑞々しい草花やキノコを見付けてははしゃぎ、2人でよく山を歩いた。しかし、少しずつ山歩きが億劫になり、益子の自然探訪への倦怠期が訪れた。
1996年（平成8年）、益子町や笠間市と同じように陶芸家たちが集まりつつあった茨城県新治郡八郷町（現在の茨城県石岡市）に移住した。益子にいた時から、学んできたものを絵としてどうやって焼き物に生かすかを考えていた。そのため益子以外の地域の陶土をいろいろと取り寄せ、益子の地をそれほど意識せずに、自分たちの身体に合ったやり方を無理なく続けながら自由に作陶をしていた。そのため益子の地にこだわらず、どこにいても作陶活動を続ける事が出来た。
後に2001年（平成13年）頃より陶芸の創作活動から離れ、絵画の油彩を手掛けるようになった。その後、2006年（平成18年）に長野県北佐久郡軽井沢町へ移住した。

## 家族
- 妻・古川俊子[42][3][27][43][44]（ふるかわ としこ[4][43][44]）

：1939年（昭和14年）4月29日、東京都に生まれる。古川隆久とは東京芸術大学工芸科に入学した時からの同級生でありクラスメイトであり、東京芸大陶芸講座における藤本能道の直弟子だった。1964年（昭和39年）、東京芸大を卒業すると同時に隆久と結婚し、岐阜県多治見市では夫・隆久が勤めた「岐阜県陶磁器試験場」近くの陶器工場で働き、夫婦共に「リズム時計工業」の招きにより益子町に移住し「塙陶苑」に勤務し作陶を行い、仲田良子などの後進の指導を行い、共に茨城県八郷町に移住するなど、人生の伴侶であり、またライバルでもあり、二人三脚の作陶活動を行った。夫・隆久が作品のスケールの大きさで勝負するとするなら、妻・俊子は豊かな感性で勝負していると言われた。そして赤絵などの絵付による食器、皿、陶筥（陶器製の箱）などを作陶した。後に2006年（平成18年）、夫・隆久と共に長野県軽井沢町へ移住し、水彩画を手掛けるようになった。

## 弟子
- 内堀敏房[46][47][48]
- 田山三孝[49][50]
- 仲田良子：妻・俊子にも指導を受け、「陶筥」作陶など、俊子の影響を強く受けた[33][51][32]。

## 参考資料
- 小寺平吉『益子の陶工たち』株式会社 學藝書林〈新装版（1980年）〉、1980年4月、100-102頁。 NCID BD03511919。国立国会図書館サーチ：R100000002-I000001474973。
- 株式会社無尽蔵『益子の陶工　土に生きる人々の語らい』1980年12月20日、68頁。国立国会図書館サーチ：R100000002-I000001494363。
- 下野新聞社『陶源境ましこ 益子の陶工 人と作品』1984年9月27日、10-11,140頁。 NCID BN1293471X。国立国会図書館サーチ：R100000001-I25110924685。
- 淡交社編集局 編『現代の日本陶芸 関東Ⅰ』株式会社淡交社、1989年3月29日、118-121,141頁。ISBN 4473010856。
- 近藤京嗣『益子の陶芸家』近藤京嗣（自家出版）、1989年11月1日、139頁。 NCID BA34162878。国立国会図書館サーチ：R100000001-I09111100454281。
- 室伏哲郎『陶芸事典 Encyclopedia of ceramics』日本美術出版、1991年12月1日、54,303,764頁。ISBN 4938376091。
- 『現代日本の陶芸家と作品 VOLUME-3 EAST DIVISION 東部編』株式会社小学館、1996年5月10日、156-157頁。ISBN 9784096807330。

弟子の記事が記載されている資料
- 下野新聞社『とちぎの陶芸・益子』下野新聞社、1999年10月10日。ISBN 9784882861096。 NCID BA44906698。国立国会図書館サーチ：R100000002-I000002841202。

## 関連資料
- 古川隆久 作 著、下野新聞社 編『古川隆久』下野新聞社〈躍動する栃木の陶芸〉、1995年3月1日。国立国会図書館サーチ：R100000002-I000002444192。：益子町図書室検索結果